# Новов'язівська загальноосвітня школа
Новов'язівська загальноосвітня школа І-ІІІ ступенів — україномовний навчальний заклад І-III ступенів акредитації у селі Новов'язівське, Юр'ївського району Дніпропетровської області.

## Загальні дані
Новов'язівська загальноосвітня школа І-ІІІ ступенів розташована за адресою: вул. Леніна, 11-б, село Новов'язівське (Юр'ївський район) — 51323, Україна.
Директор закладу — Жир Світлана Миколаївна  
Мова викладання — українська.
Профільна направленість: здійснення профільного навчання за філологічним профілем. 
Школа має 15 навчальних кабінетів, комп'ютерний клас, майстерню, спортивний зал, актову залу, їдальню.
Облаштовано українську світлицю.

## Історія
в 1910 році побудовано церковно-приходську школу з двома класами, а вчителем була Євгенія Павлівна Барковська. 
Після революції в Ханделеївці була семирічка, яка в 1938-1939 роках випустила своїх перших десятикласників.
У 1943 році було підірвано будівлю школи — і в 1944 році школи на території теперішньої Новов’язівської сільської ради не було. Класи були розміщені в колишній конторі колгоспу «Червоний Жовтень (нині бригада № 2). Парт не було: колгоспні майстри виготовили вербові столи і лавки до них. Не було ні підручників, ні зошитів. Писали в непотрібних книжках, на газетних листках, між друкованих рядків. За чорнило служив сік з бузини. У важких умовах здійснювалось навчання.
У важкий повоєнний час, коли почало відбудовуватись господарство, коли після звільнення батьківщини хотілося навчатись, коли школа вперше прийняла своїх першачків прийшло нове лихо — Голод. Особливо на навчанні дітей відбився 1947 рік. Страшний рік в історії України, коли від голоду помирали як дорослі так і діти. Від недоїдання вони падали прямо біля дошки. «Тут ми брали їх під руки і відносили до лікарні. В школі готували сніданки, віддавали останнє. Із двох перших класів до весни залишилось дітей ледве на один клас. Директор школи Рибалко Сергій Остапович, вчитель із 44- річним стажем помер тоді від голоду», згадував вчитель Липа Іван Станіславович. Директором з 1947 по 1949 рік була Друзь Олександра Юхимівна. 
З 1949 року директором школи працював Кузьменко Микола Кіндратович. Єдиного приміщення школи не було. Вона складалась із будівель-хаток, де не було належних умов для навчання. Хати не топились, замість полів — долівка. В 1951 році за таких умов 8 вчителів і 10 учнів захворіли на туберкульоз легенів. Всі занепокоїлись і директор, зібравши всі документи, поїхав у Москву — до Михайла Сергійовича Хрущова. Генеральний секретар дозволив будівництво школи. В 1952 році за державний кошт розпочалося будування школи. Рік проектували головний корпус, гуртожиток, майстерні, шкільні приміщення. Все це обходилось в 2 млн.630 тис. Під осінь 1952 року на території майбутньої школи розпочалося будівництво. З усіх кінців Радянського Союзу прибували будівельні бригади: з Уралу, Донбасу, Підмосков’я. Розпочалась робота. Будувалась школа 5 років. 
В 1959 році — 1 вересня школа гостинно прийняла своїх перших мешканців. На той час навчалось 638 учнів. Це були діти з різних сіл: Жолобка, Олександрівки, Зарічного, Орловського, Широкої Балки, Чаплинки. В 1961 році школа стала середньою.

## Джерело-посилання
- Офіційний сайт школи [Архівовано 17 лютого 2012 у Wayback Machine.]